# Teetasseneffekt
Der Teetasseneffekt ist die Bewegung von spezifisch schwereren Teilchen am Boden einer rotierenden Flüssigkeit zum Zentrum hin.

## Beobachtung

Das Umrühren setzt eine sekundäre Zirkularströmung in Gang. Teeblätter am Boden bewegen sich zur Mitte hin.

Zunächst wird eine Flüssigkeit in einem annähernd runden Gefäß in Rotation versetzt, etwa durch Rühren. Nach Ende des Rührens lässt die so eingetragene Turbulenz langsam nach und die typische Rotationsbewegung der Flüssigkeit stellt sich ein. Sedimentpartikel in der Flüssigkeit (zum Beispiel Teeblätter), die zum Boden absinken, werden dort durch eine bodennahe Strömung erfasst und auf Spiralbahnen zum Rotationszentrum bewegt. Dort häufen sie sich an und werden bei entsprechend starker Rotation dort auf der Stelle im Kreis gedreht.

## Erklärung
Durch die Reibung am Boden des Gefäßes werden bodennahe Wasserteilchen in der Rotationsbewegung abgebremst, sodass sie einer geringeren Zentrifugalkraft unterworfen sind. Da die darüber befindlichen Wasserteilchen der größeren, normalen Rotation unterworfen sind, unterliegen sie einer im Vergleich größeren Zentrifugalkraft, die dafür sorgt, dass der Wasserspiegel außen erhöht ist. Dieser höhere Wasserstand am Außenrand führt zu einem erhöhten hydrostatischen Druck, der sich nach unten fortpflanzt und dem die bodennahe Schicht nicht entgegenwirken kann. Diese weicht deshalb nach innen aus. So entsteht eine Sekundärströmung, die Wasser außen nach unten, über dem Boden zur Mitte, in der Mitte nach oben und am Flüssigkeitsspiegel nach außen führt.
Der sichtbare Effekt besteht somit darin, dass spezifisch schwerere Teilchen zum Boden tendieren, durch die bodennahe Strömung zur Mitte bewegt werden und dort liegen bleiben, da die in der Mitte aufsteigende Strömung sie nicht mehr anheben kann. Der Effekt ist so lange vorhanden, wie die Flüssigkeit rotiert, und klingt mit der Rotation ab.
Diese Sekundärströmung entsteht auch in Flusskrümmungen und dient zur Erklärung der Mäanderbildung an Flüssen (Thomson, Isaachsen) oder auch zur Erklärung von dem Phänomen des äußeren Prallhangs und dem inneren Gleithang mit einem asymmetrischen Querschnitt des Flusses. So erklärt sich analog die Beobachtung von Thomson, dass der Wasserpegel in einer Flussbiegung von der Innen- zur Außenseite hin ansteigt. Albert Einstein beschrieb anhand des Teetasseneffekts die Mäanderbildung und die Verlagerung von Geröll am Grund des Flussbetts.
Der beschriebene Effekt wird in technischen Anlagen genutzt, um Partikel aus einer Strömung abzuscheiden und in der Mitte gezielt in hoher Konzentration abzuführen. Dies gilt für Zyklone, Entsanderbecken oder auch runde Regenüberlaufbecken (Wirbelschachtbecken). In letzteren wird der Teetasseneffekt genutzt, um abgeschiedene Sedimente zur Mitte zu führen und dort abzuziehen, sodass die Becken selbstreinigend sind.